# North Bonneville
North Bonneville és una població dels Estats Units a l'estat de Washington. Segons el cens del 2000 tenia 593 habitants.

## Demografia
Segons el cens del 2000, North Bonneville tenia 593 habitants, 228 habitatges, i 171 famílies. La densitat de població era de 95 habitants per km².
Dels 228 habitatges en un 38,2% hi vivien nens de menys de 18 anys, en un 61% hi vivien parelles casades, en un 10,1% dones solteres, i en un 25% no eren unitats familiars. En el 20,6% dels habitatges hi vivien persones soles el 7,9% de les quals corresponia a persones de 65 anys o més que vivien soles. El nombre mitjà de persones vivint en cada habitatge era de 2,6 i el nombre mitjà de persones que vivien en cada família era de 3,01.
Per edats la població es repartia de la següent manera: un 27,5% tenia menys de 18 anys, un 5,2% entre 18 i 24, un 29,8% entre 25 i 44, un 24,3% de 45 a 60 i un 13,2% 65 anys o més.
L'edat mediana era de 38 anys. Per cada 100 dones de 18 o més anys hi havia 97,2 homes.
La renda mediana per habitatge era de 35.583 $ i la renda mediana per família de 38.333 $. Els homes tenien una renda mediana de 32.857 $ mentre que les dones 25.313 $. La renda per capita de la població era de 16.921 $. Aproximadament el 7,3% de les famílies i el 7,2% de la població estaven per davall del llindar de pobresa.

## Poblacions més properes
El següent diagrama mostra les poblacions més properes.